# Breitscheid (Westerwald)

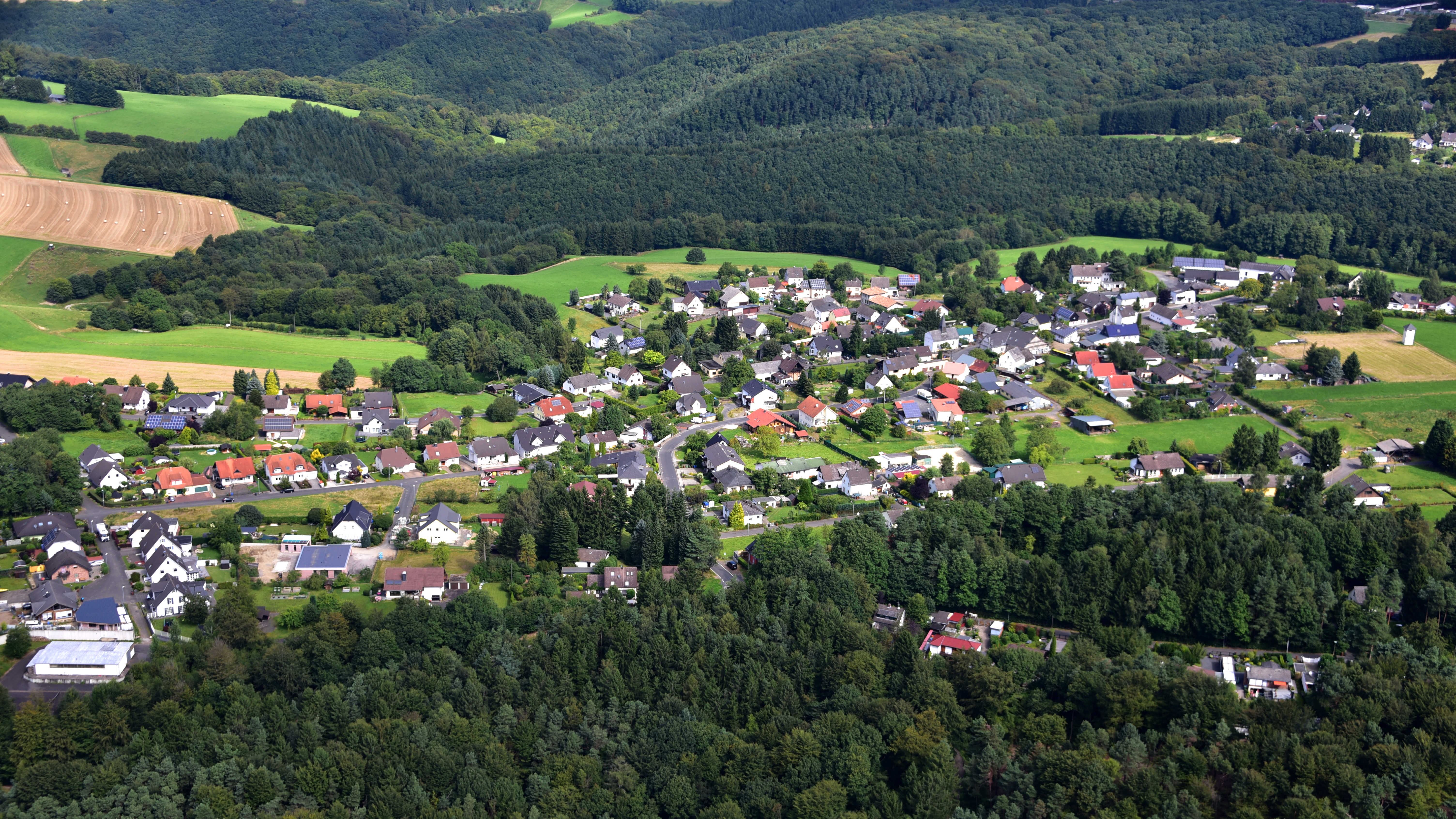
Breitscheid (Westerwald), Luftaufnahme (2016)

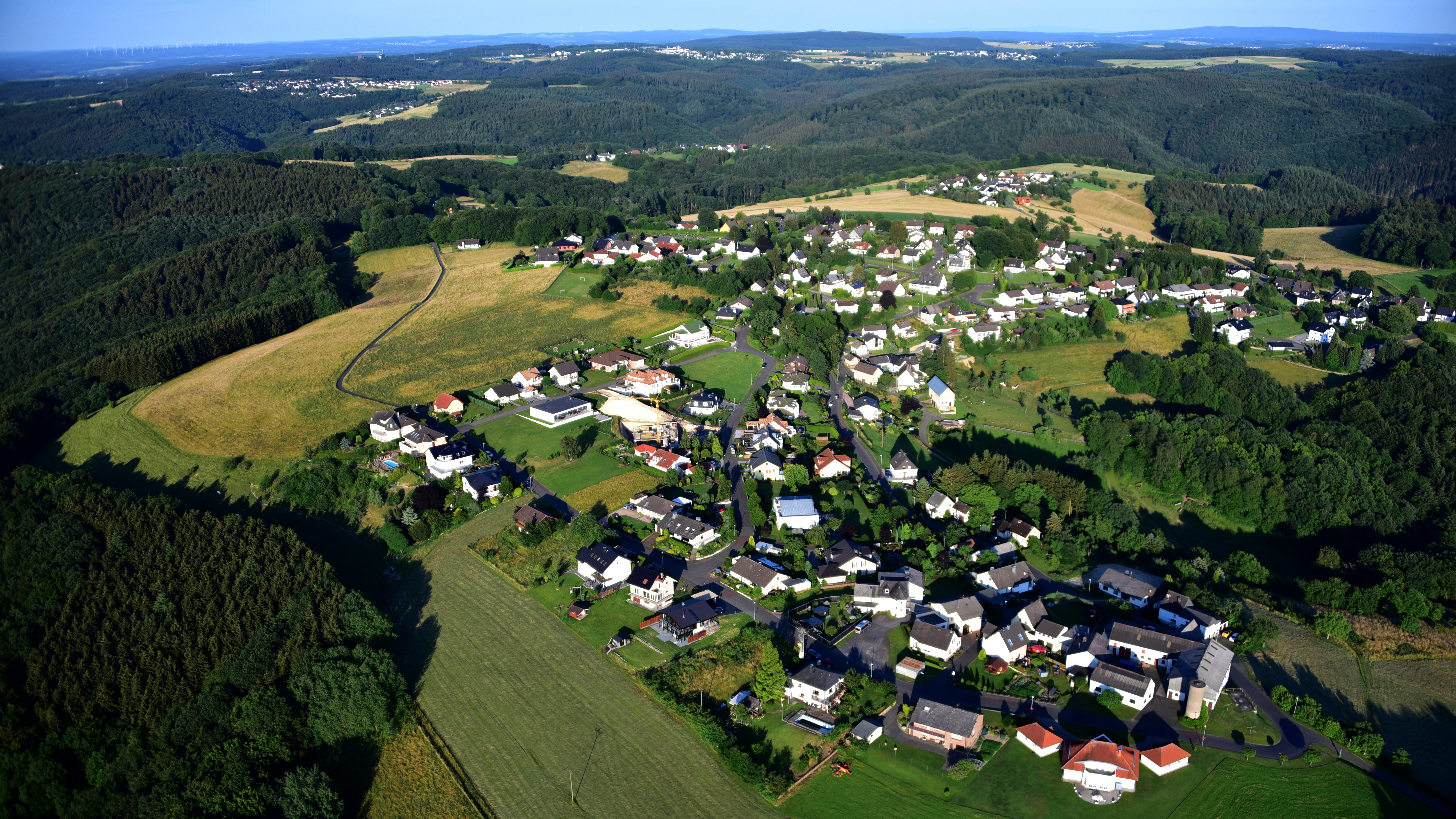
Hochscheid, Luftaufnahme (2018)

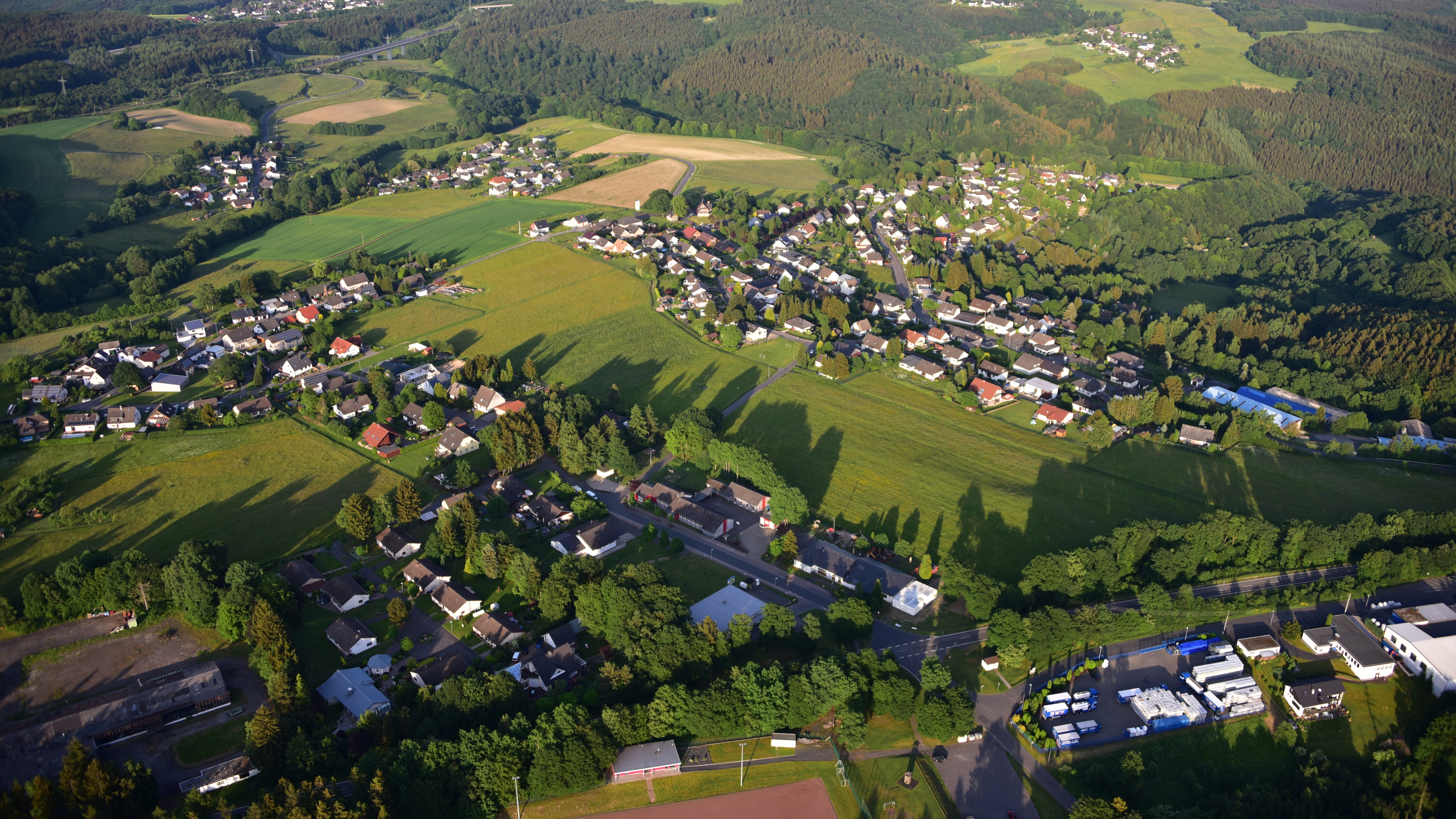
Nassen (links), Siebenmorgen (rechts), Luftaufnahme (2018)

Breitscheid ist eine Ortsgemeinde im Landkreis Neuwied im Norden von Rheinland-Pfalz. Die Gemeinde gehört der Verbandsgemeinde Rengsdorf-Waldbreitbach an und hat 2.268 Einwohner.

## Geographie

### Lage
Der Ort liegt im Naturpark Rhein-Westerwald nordöstlich von Waldbreitbach. Auf einem ausgedehnten, bis zu 360 m hohen Bergrücken über dem Wiedtal und im Elsbachtal liegen die Ortsteile der Gemeinde. Gut ausgebaute Wanderwege führen in die Seitentäler der Wied.

### Ortsteile
Neben dem Hauptort Breitscheid gehören zur Gemeinde 15 weitere Dörfer und Wohnplätze:
- Birkenhof
- Bleischeid
- Dasbach (zum Teil)
- Elsbach
- Fichtelshohn
- Fockenbachsmühle
- Gersthahn
- Gersthahnsmühle
- Goldscheid
- Hochscheid
- Hollig
- Jagdhaus Elsbach
- Nassen
- Siebenmorgen
- Verscheid

## Geschichte
Die Häufung der Ortsnamen im heutigen Gemeindegebiet auf die Endung „-scheid“ lässt auf einen Siedlungsbeginn in fränkischer Zeit schließen. Breitscheid gehörte im 13. Jahrhundert zum thüringischen Erbe der Mechthild von Sayn, das sie 1250 dem Kölner Erzbischof Konrad von Hochstaden schenkte. Das Erzstift Köln ordnete die Honschaft Breitscheid dem Amt Neuerburg zu, zu dem es bis 1803 gehörte. Kirchlich und bezüglich der niederen Gerichtsbarkeit gehörte Breitscheid zum Kirchspiel Waldbreitbach im Dekanat Engers des Erzbistums Trier. Die Honschaft Breitscheid umfasste dieselben Ortschaften wie die heutige Ortsgemeinde, zeitweise gehörte auch der kölnische Teil von Kurtscheid und Escherwiese zur Honschaft.
Auf dem Reichsdeputationshauptschluss (1803) wurde das Kurfürstentum Köln endgültig aufgelöst, die Ämter Altenwied und Neuerburg, damit auch Breitscheid, wurden dem Fürsten von Wied-Runkel als Entschädigung für seine verlorenen linksrheinischen Besitztümer zugesprochen. Bereits 1806 kam dieses Gebiet bei der Bildung des Rheinbundes zum Herzogtum Nassau. Aufgrund der auf dem Wiener Kongress (1815) getroffenen Vereinbarungen kam dieses Gebiet schließlich zum Königreich Preußen und wurde 1816 zunächst dem Standesherrlichen Kreis Neuwied, 1848 dem Kreis Neuwied im Regierungsbezirk Koblenz zugeordnet, der von 1822 an zu Rheinprovinz gehörte.
Nach dem Zweiten Weltkrieg wurde Breitscheid innerhalb der französischen Besatzungszone Teil des damals neu gebildeten Landes Rheinland-Pfalz. Seit 1968 gehörte Breitscheid der Verbandsgemeinde Waldbreitbach an, die 2018 in der Verbandsgemeinde Rengsdorf-Waldbreitbach aufging.
Bevölkerungsentwicklung
Die Entwicklung der Einwohnerzahl von Breitscheid, die Werte von 1871 bis 1987 beruhen auf Volkszählungen:
| Jahr | Einwohner |
| ---- | --------- |
| 1815 | 771       |
| 1835 | 678       |
| 1871 | 784       |
| 1905 | 784       |
| 1939 | 786       |
| 1950 | 802       |
| 1961 | 832       |

| Jahr | Einwohner |
| ---- | --------- |
| 1970 | 1.102     |
| 1987 | 1.528     |
| 1997 | 1.958     |
| 2005 | 2.312     |
| 2007 | 2.247     |
| 2010 | 2.196     |
| 2011 | 2.135     |

| Jahr | Einwohner |
| ---- | --------- |
| 2013 | 2.096     |
| 2015 | 2.120     |
| 2017 | 2.177     |
| 2018 | 2.157     |
| 2022 | 2.261     |

## Politik

### Bürgermeister
Rita Viccari (CDU) wurde am 27. Juli 2022 Ortsbürgermeisterin von Breitscheid. Bei der Direktwahl am 10. Juli 2022 war sie mit 76,2 Prozent der abgegebenen Stimmen ins Amt gewählt worden. Bei der Direktwahl am 9. Juni 2024 wurde sie ohne Gegenkandidaten mit 68,0 % der Stimmen in ihrem Amt bestätigt.
Viccaris Vorgängerin Roswitha Schulte (CDU) hatte das Amt seit 1993 ausgeübt. Zuletzt war sie 2019 für weitere fünf Jahre wiedergewählt worden. Im Frühjahr 2022 legte sie ihr Amt jedoch aus gesundheitlichen Gründen vorzeitig nieder, wodurch die Neuwahl notwendig wurde.

### Wappen
| Wappen von Breitscheid | Blasonierung: „Gespalten durch eingeschweifte goldene Spitze, darin auf grünem Dreiberg wachsend vier unterschiedlich hohe schwarze Sechskantsäulen, vorn in Grün fünf silberne Ringe (2:1:2), hinten in Rot drei goldene zweizeilige Ähren.“ |
| Wappen von Breitscheid | Wappenbegründung: Die fünf Ringe erinnern an das niederadelige Geschlecht „derer von Breitscheid“, urkundlich schon 1155 erwähnt. Die Ähren symbolisieren frühere Bedeutung der Landwirtschaft für die Gemeinde. Der Dreiberg weist auf die Lage der Dörfer von Breitscheid oberhalb des Wiedtales hin. Die Säulen stehen für den früheren Basaltabbau auf dem Roßbacher Häubchen, das in der Gemarkung von Breitscheid liegt. |

## Wirtschaft und Infrastruktur
Die Gemeinde hat Anstrengungen unternommen, das Arbeitsplatzangebot vor Ort und die Finanzkraft zu steigern, indem sie durch die Ausweisung neuer Gewerbegebiete („Gewerbepark Breitscheid“) die Vorbedingungen zur Ansiedlung weiterer mittelständischer Unternehmen geschaffen hat. Begünstigende Standortfaktoren sind dabei die unmittelbare Nähe zur A 3 und die zentrale Lage zu den Ballungszentren Rhein/Main, Köln/Bonn und Neuwied/Koblenz.

### Öffentliche Einrichtungen
- Kommunaler Kindergarten „Haus Kunterbunt“
- Grundschule „Marienschule“
- Sportplatz mit Sanitär- und Umkleidegebäude
- Dorfgemeinschaftshaus mit Grillplatz und einem neu erbauten Backhaus
- Feuerwehrhaus der Freiwilligen Feuerwehr Breitscheid, Standort Nassen.

### Verkehr
Durch den Ort verläuft die Landesstraße L 256 von Linz am Rhein nach Neustadt (Wied). Die nächste Autobahnanschlussstelle ist Neustadt/Wied an der A 3.
Der Bahnhof Linz am Rhein an der rechten Rheinstrecke ist von Breitscheid aus schnell zu erreichen. Zudem verläuft nordöstlich des Ortes die Schnellfahrstrecke Köln–Rhein/Main, deren nächster Bahnhof sich in Siegburg befindet.

## In Breitscheid geboren
- Johann Effert (1863–1939), christlicher Gewerkschafter und Abgeordneter der Zentrumspartei